# Pizzo del Prévat
Pizzo del Prévat är en bergstopp i Schweiz.   Den ligger i distriktet Vallemaggia och kantonen Ticino, i den sydöstra delen av landet, 110 km sydost om huvudstaden Bern. Toppen på Pizzo del Prévat är 2 558 meter över havet, eller 88 meter över den omgivande terrängen. Bredden vid basen är 0,16 km.
Terrängen runt Pizzo del Prévat är huvudsakligen bergig, men den allra närmaste omgivningen är kuperad. Närmaste större samhälle är Cevio, 18,3 km söder om Pizzo del Prévat. 
Trakten runt Pizzo del Prévat består i huvudsak av gräsmarker. Runt Pizzo del Prévat är det glesbefolkat, med 8 invånare per kvadratkilometer.